# 温家山站
温家山站位于中华人民共和国四川省成都市双流区物联大道西侧温家山路北侧，是成都地铁19号线的地铁车站。本站于2023年11月28日随19号线二期的开通而启用。

## 车站概要
本站位于成都市双流区怡心街道物联大道西侧，跨温家山路北侧规划道路设于道路南北两侧地块内，呈南北向设置。因老地名温家山而得名。本站在规划阶段曾用名“温家山路站”。

## 车站结构
温家山站为地下三层（局部二层）岛式站台车站。车站总长为374.5米，标准段宽度为37米。车站采用明挖法施工。共设有4条路轨，内侧两条供列车停靠，外侧两条可供快车越行。
| 地面                             | 0    | 出口A/B |
| 地下一层                         | 站厅 | 自助购票 客服中心 |
| 地下二层                         | 站台 | \| \| \| 19号线上行通过路轨 \| \| \| \| 19号线往金星（龙港） \| \| 島式 · 開左邊车门 · 无障碍卫生间 \| \| \| \| \| \| 19号线往天府机场北[註 1]（牧华路） \| \| \| \| 19号线下行通过路轨 \| |
|                                  |      | 19号线上行通过路轨 |
|                                  |      | 19号线往金星（龙港） |
| 島式 · 開左邊车门 · 无障碍卫生间 |      | |
|                                  |      | 19号线往天府机场北（牧华路） |
|                                  |      | 19号线下行通过路轨 |

## 出入口
本站目前开放2个出入口，出入口均位于物联大道西侧和温家山路北侧的长顺村一体化开发地块内；其中A出入口位于物联大道以西300m的规划道路东侧，B出入口位于温家山路以北300m的规划道路北侧。
|          |              |                      |      |
| 编号     | 设施         | 指示                 | 照片 |
|          | 无障碍卫生间 | 温家山路             |      |
| 出口 · B | 无障碍电梯   | 协和大道、万顺路二段 |      |

## 历史
- 在原建设规划方案中，19号线二期未设置本站。初步设计方案调整龙港站~怡心湖站区间线路位置，进行截弯取直后，增设本站。[7]
- 2020年4月1日，车站主体结构施工。[4]
- 2021年3月9日，车站主体结构封顶。[4]
- 2023年11月28日，车站启用。